# Adelheid Ebner
Adelheid Ebner (* 15. Oktober 1961 in Gutenbrunn) ist eine österreichische Politikerin (SPÖ) und Bürgermeisterin der Marktgemeinde Gutenbrunn. Ebner war Abgeordnete zum Landtag von Niederösterreich und von 2003 bis 2007 und von 2009 bis 2018 Mitglied des österreichischen Bundesrates.

## Leben
Ebner besuchte von 1967 bis 1971 die Volksschule in Gutenbrunn und von 1971 bis 1975 die Hauptschule in Martinsberg. Danach absolvierte sie zwischen 1975 und 1976 den Polytechnischen Lehrgang und erlernte von 1976 bis 1979 den Beruf der Bürokauffrau. Seit 1976 ist sie beruflich als Gemeindesekretärin beschäftigt.

## Politik
Ebner begann ihre politische Karriere zwischen 1995 und 2000 als geschäftsführendes Mitglied des Gemeinderates von Gutenbrunn und wurde im Jahr 2000 zur Bürgermeisterin der Marktgemeinde Gutenbrunn gewählt. Sie vertrat die SPÖ Niederösterreich zwischen dem 24. April 2003 und dem 24. Jänner 2007 im Bundesrat und wechselte per 25. Jänner 2007 als Nachfolgerin von Karin Kadenbach in den Landtag von Niederösterreich. Nach der Landtagswahl in Niederösterreich 2008 verlor sie ihr Mandat im Landtag und schied per 10. April 2008 aus dem Landtag aus. Zuvor war vereinbart worden, dass Günther Leichtfried im Rahmen einer „Halbzeitlösung“ mit Ende des Jahres 2009 aus dem Landtag ausscheiden solle, damit Ebner auf sein Mandat würde nachrücken können. Ebner folgte jedoch per 1. Oktober 2009 Christa Vladyka im Bundesrat nach, sodass Leichtfried sein Mandat behalten konnte.
Nach der Landtagswahl in Niederösterreich 2018 schied sie mit 21. März 2018 aus dem Bundesrat aus.
Ebner ist Vizepräsidentin des Verbandes sozialdemokratischer GemeindevertreterInnen in Niederösterreich.

## Auszeichnungen
- 2015: Großes Silbernes Ehrenzeichen für Verdienste um die Republik Österreich